# Пентапризма

Пентапризма звичайна, без «даху»

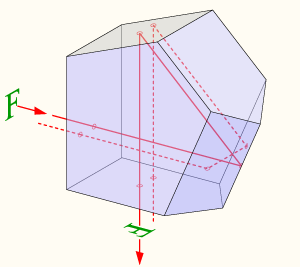
Пентапризма з «дахом»

Пентапри́зма — загальна назва оптичних систем, які використовуються для повороту осі світлового потоку на 90 градусів за рахунок двох і більше відбивань від дзеркальних поверхонь при мінімальних зовнішніх габаритних розмірах оптичної системи. Пентапризми використовують ефект повного внутрішнього відбиття, що запобігає зменшенню яскравості відбитого зображення, на відміну від дзеркал, де є втрати при переході повітря-скло.
У видошукачах однооб’єктивних дзеркальних фотоапаратів використовується так звана пентапризма з «дахом». «Дах» — це дві розміщених під кутом 90° дзеркальних поверхні, при парному відбиванні від яких зображення дзеркально не повертається. Пентапризма з «дахом» перетворює обернене зображення на матовому склі видошукача фотоапарата на пряме не дзеркальне.

## Альтернативи
В оптичних системах, для яких немає потреби зменшення габаритів при збільшеному оптичному шляху, наприклад, в кінокамерах, для повороту осі світлового потоку застосовується звичайне дзеркало, а повертається зображення додатковими лінзами окулярної системи. Таке рішення використовується в апаратах з малим розміром матриці (Olympus E-500) і у відеокамерах.
В більшості сучасних дзеркальних фотоапаратах нижньої цінової категорії (любительські камери) заміняється дешевшим у виробництві і легким пластиковим пентадзеркалом.